# 三段峡
三段峡（さんだんきょう）は、広島県山県郡安芸太田町および北広島町を流れる太田川水系柴木川流域にある総延長約16kmの峡谷である。
国の特別名勝。日本百景、森林浴の森100選、日本紅葉の名所100選。県北東部の帝釈峡と並び渓谷美を争い匹見峡、寂地峡とともに西中国山地国定公園の代表的景観となっている。2014年度版『Guide bleu Japon』で三ツ星を獲得するなど海外でも紹介されている。

## 地理
この地は中新世後期からの隆起によって形成された中国山地（西中国山地/冠山山地とも）の中にあり、恐羅漢山などの1,000m級の山々が作る脊梁に近接している。この付近の山列は北東-南西方向に伸び、さらに同方向に断層が発達している。最初はなだらかな山地でありそこを柴木川が流れていたが、隆起により急峻となったことで川の流れが強くなり侵食力を高めていった。そして柴木川は北西-南東方向に流れていき、隆起よりも川の下刻浸食力が上回ったことで山列・断層線を直行して横谷が形成され穿入蛇行が発達し、特徴的な渓谷が形成された。地形学的には太田川流域にある侵食平坦面の最上位である八幡・芸北高原面から流れ下る地点に位置する。
柴木川に加えて、中間の葭ヶ原で合流する支流（太田川二次支流）横川川、その支流（太田川三次支流）田代川も渓谷をなし、特に田代川上流は「奥三段峡」と呼ばれる。これら支流の侵食力の深さの違いで更に景観を生み出している。延長は、樽床ダム床から柴木の渓谷入口までが約11km、それに支流の渓谷を加えて約16km。標高は、最高が八幡高原（樽床ダム）の約800m、最低が戸河内町柴木の渓谷入口約350m、標高差は約400mから500m。
冬は北西からの季節風による降雪、夏は梅雨や台風の影響による降雨と、年間を通じて降水量が多い地域になる。水質基準は柴木川全域でAA類型であり、基準値を満たしている。上流端が発電用ダムの樽床ダム、下流端が発電用ダムの柴木川ダムになり、河川水は水力発電に用いられている。
地質はほぼ高田流紋岩類で、斑晶は主に石英からなる。これに広島花崗岩類が貫入している。
植生は豊富で、特に植生帯の下降現象が国内で唯一見られる。下流側、柴木川と太田川の合流付近である戸河内は、かつて芸北地方のたたら製鉄の中心地でありその周りの樹木は製鉄用の薪に用いられたため現在の植生は代償植生であるが、三段峡周辺は原生林が残っている。オオサンショウウオ・ギギやゴギ（中国地方のみに生息するイワナ）など、貴重な種が生息する。

### 景観

蜘蛛渕（奥三段峡）。昔、この地に炭焼人が住んでいて、ある時その草履に蜘蛛の巣が張っていた。怪しんだ炭焼人はそれを脱ぐと、蜘蛛がそれを淵に曳き入れたという。
畳ヶ平（奥三段峡）。河床に畳をひいたような平べったい岩がある。
蛇淵（奥三段峡）。

国の特別名勝（峡谷・渓谷の部）指定は三段峡・瀞峡・黒部峡谷・上高地・昇仙峡・奥入瀬渓流の6箇所、三段峡は関西以西では唯一指定されている。
代表的なものは、三ツ滝・三段滝・黒淵・猿飛・二段滝で五大景観（壮観）と呼ばれる。あるいは、この5つに加えて竜ノ口・竜門で七景と呼ばれる。

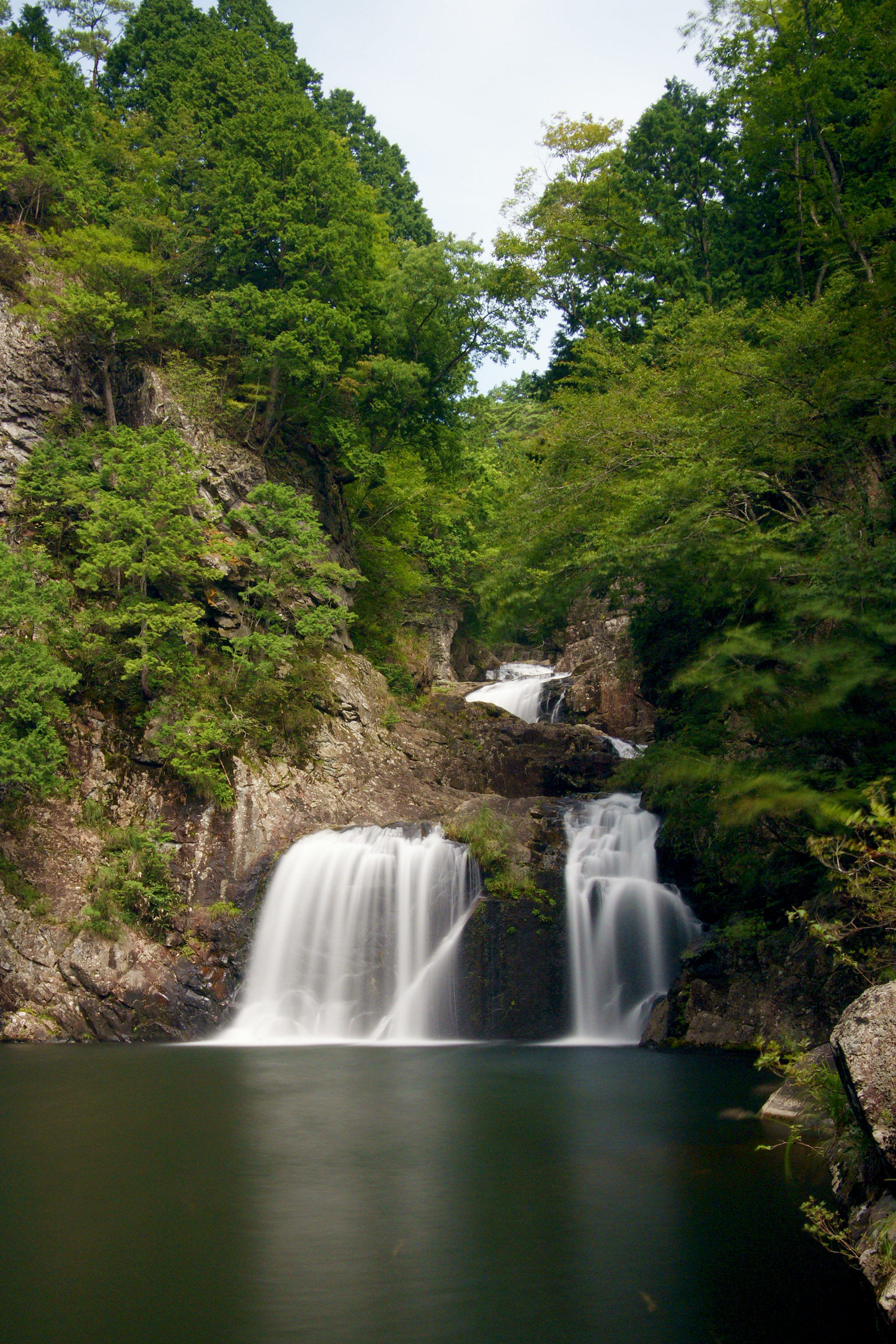
三ツ滝（柴木川、北広島町）。畳岩と呼ばれる巨岩に挟まれた三曲五段の滝[15]。
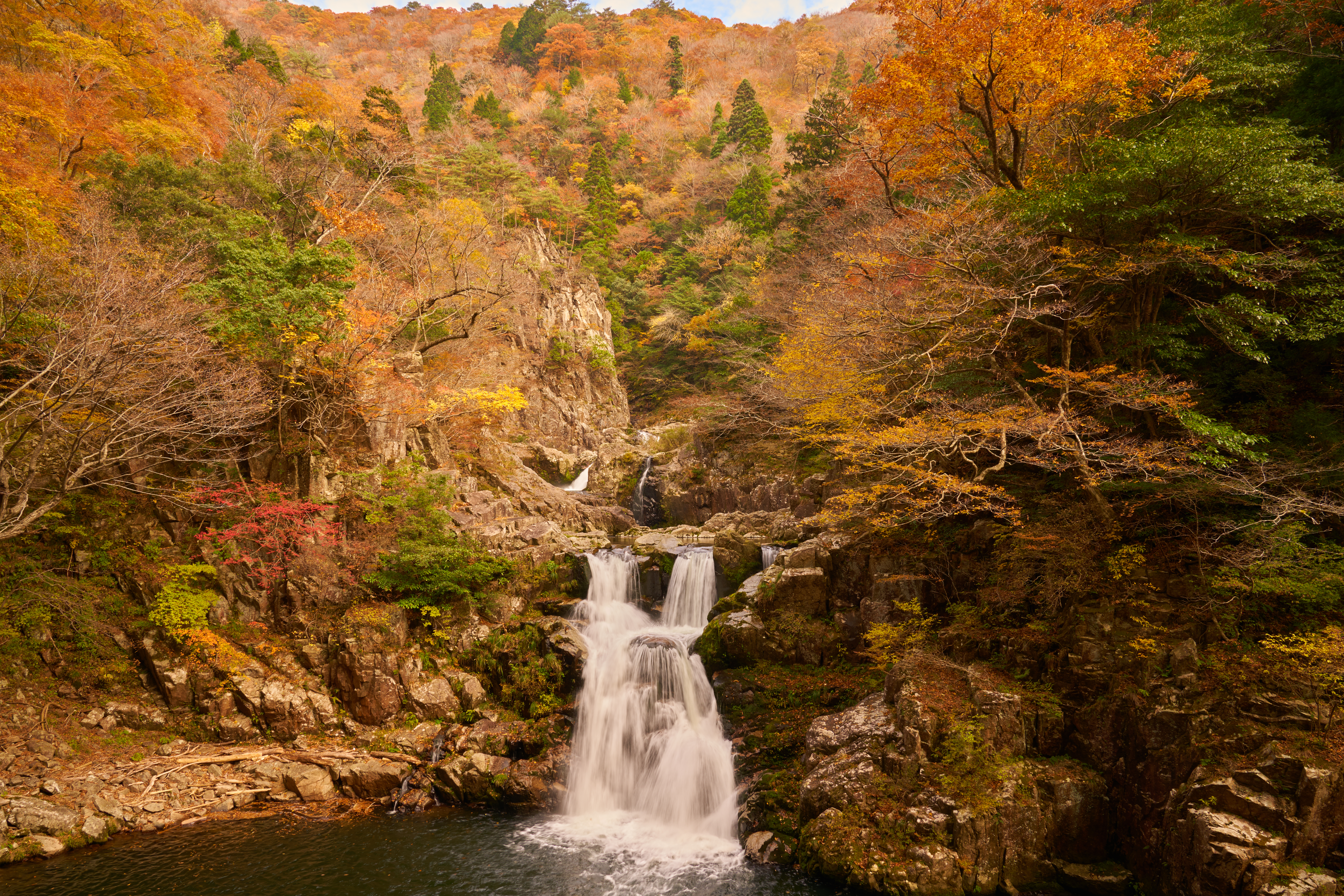
三段滝（柴木川、安芸太田町）。代表的景観[3][15]。
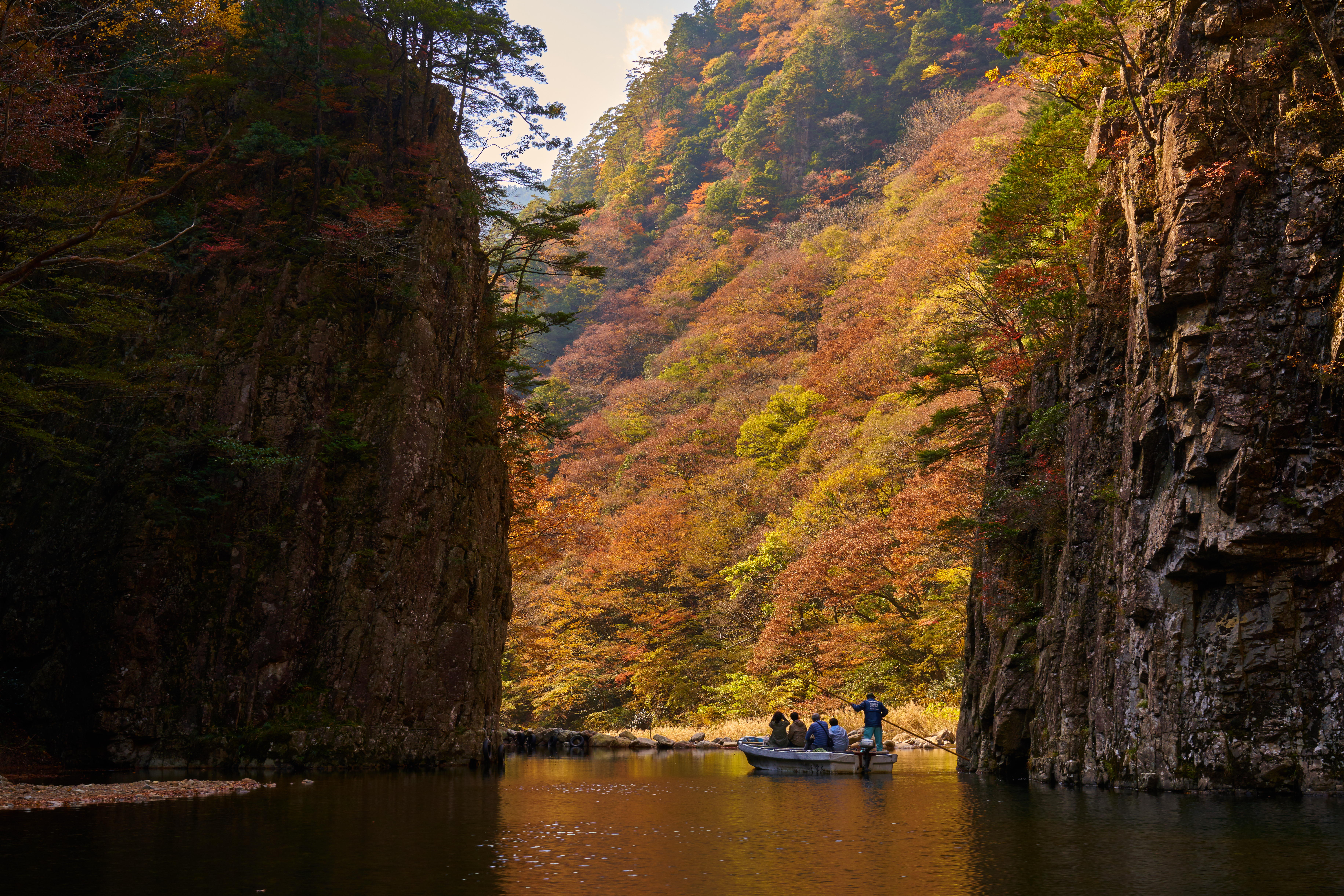
黒淵（柴木川、安芸太田町）。S字状に屈曲した突角にある。周りは原生林[15][16]。
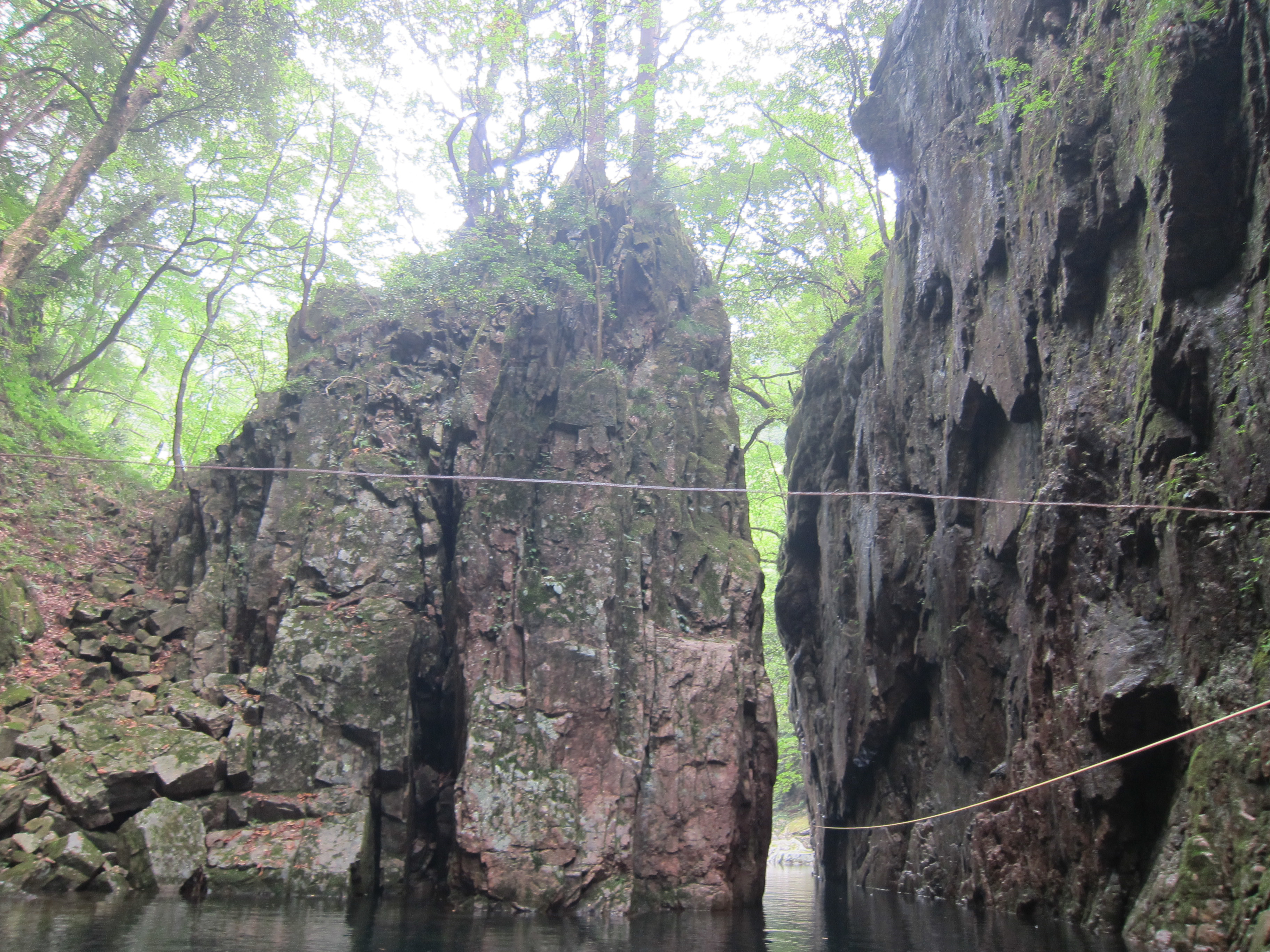
猿飛（横川川、安芸太田町）。かつて切り立った岩壁を猿が飛びかっていたと言われている[15]。ロープは観光舟用の引縄。
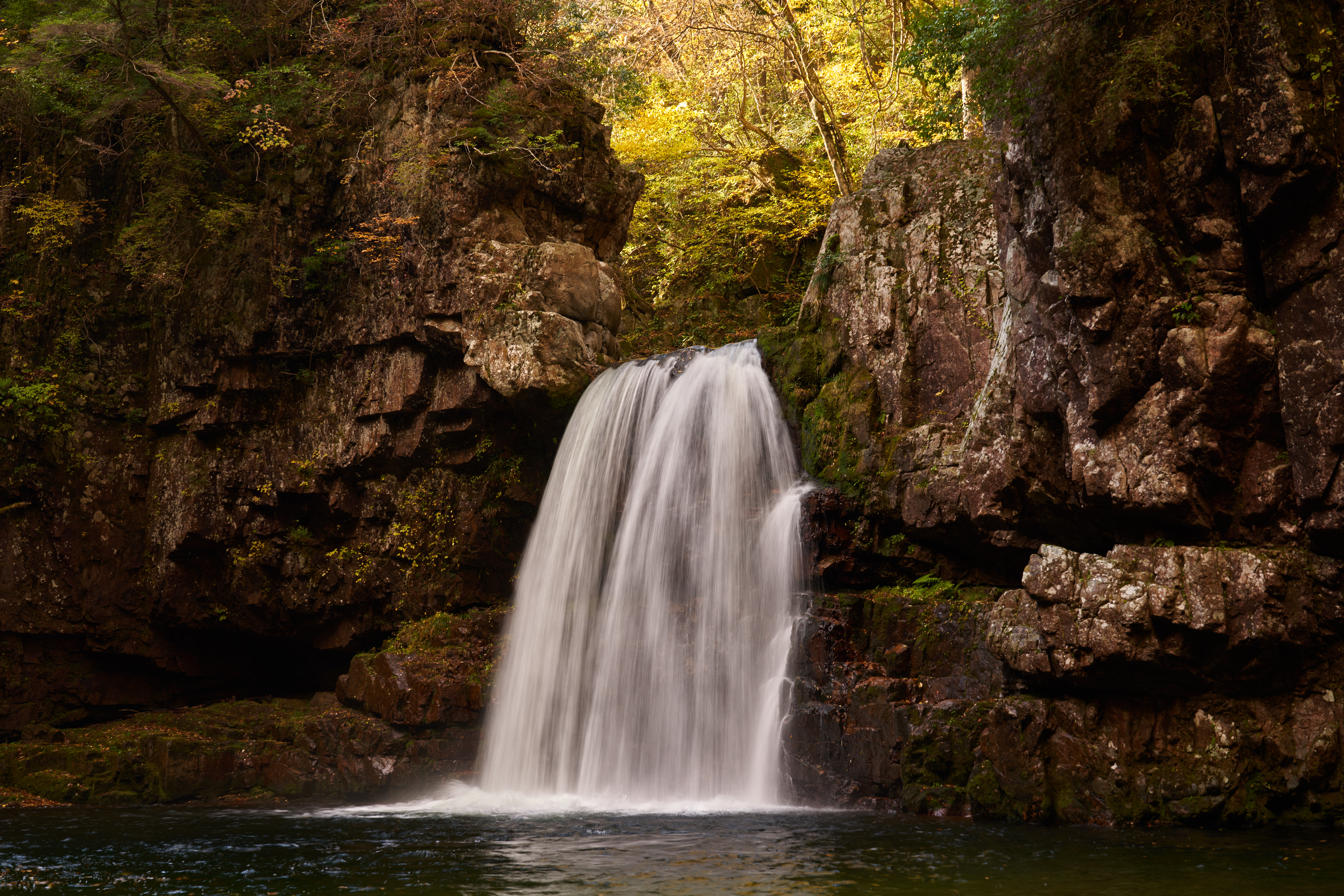
二段滝（横川川、安芸太田町）。かつては2段であったが昭和63年7月豪雨で1段目の岩壁が剥ぎ取られてしまい（滝の後退現象）、現在は1段の滝[15]。

北広島町東八幡原樽床ダムから南進してすぐに渓谷となり、三ツ滝を形成する。そこから安芸太田町小坂および横川に入ると、左岸側から深入山の北麓より発する小板川が合流、出合滝を形成する。そこから南進し安芸太田町柴木に入ると東進から南進し、隅角に三段滝をなす。そこから南進し右岸側から横川川が合流する。そこから東進し左岸で水梨川が合流する。そこから南進しながら転流し、柴木中心部で渓谷を抜ける。

竜門。両岸に岩がそそり立つ幅5mの峡門[15]。
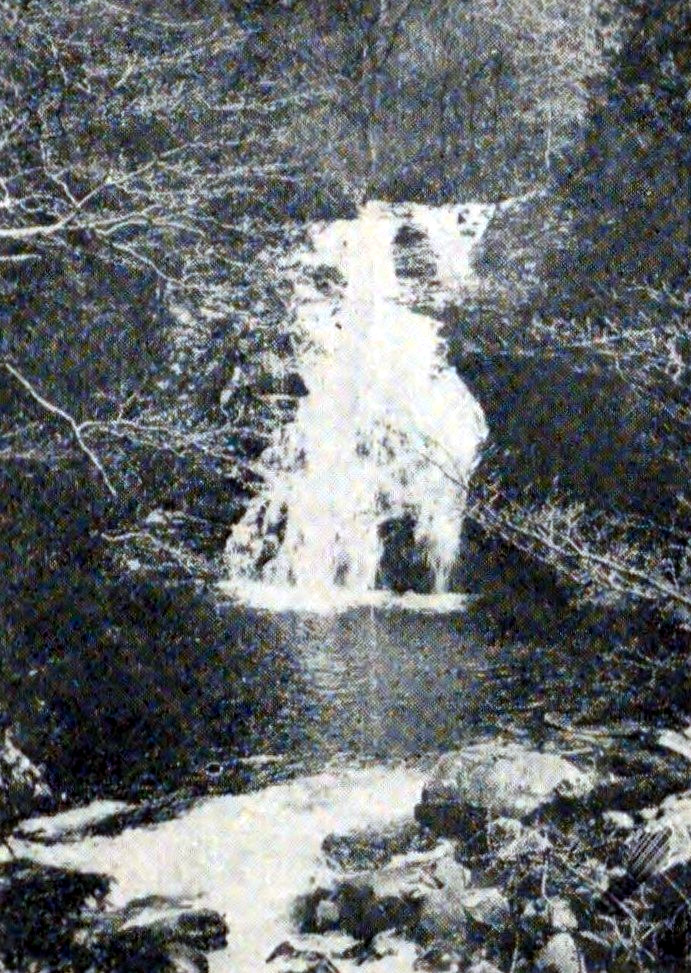
出合滝（1930年）。小板川との合流付近にある。
耶源。懸崖。縦方向の節理に水が侵食して窪み、それが薬研に似ていることからこの名がついた。上部は緑樹、河床は巨岩が散在する[15][18]。
仏岩。円錐状の塔岩。頂上に1本岩松が生える[15][18]。
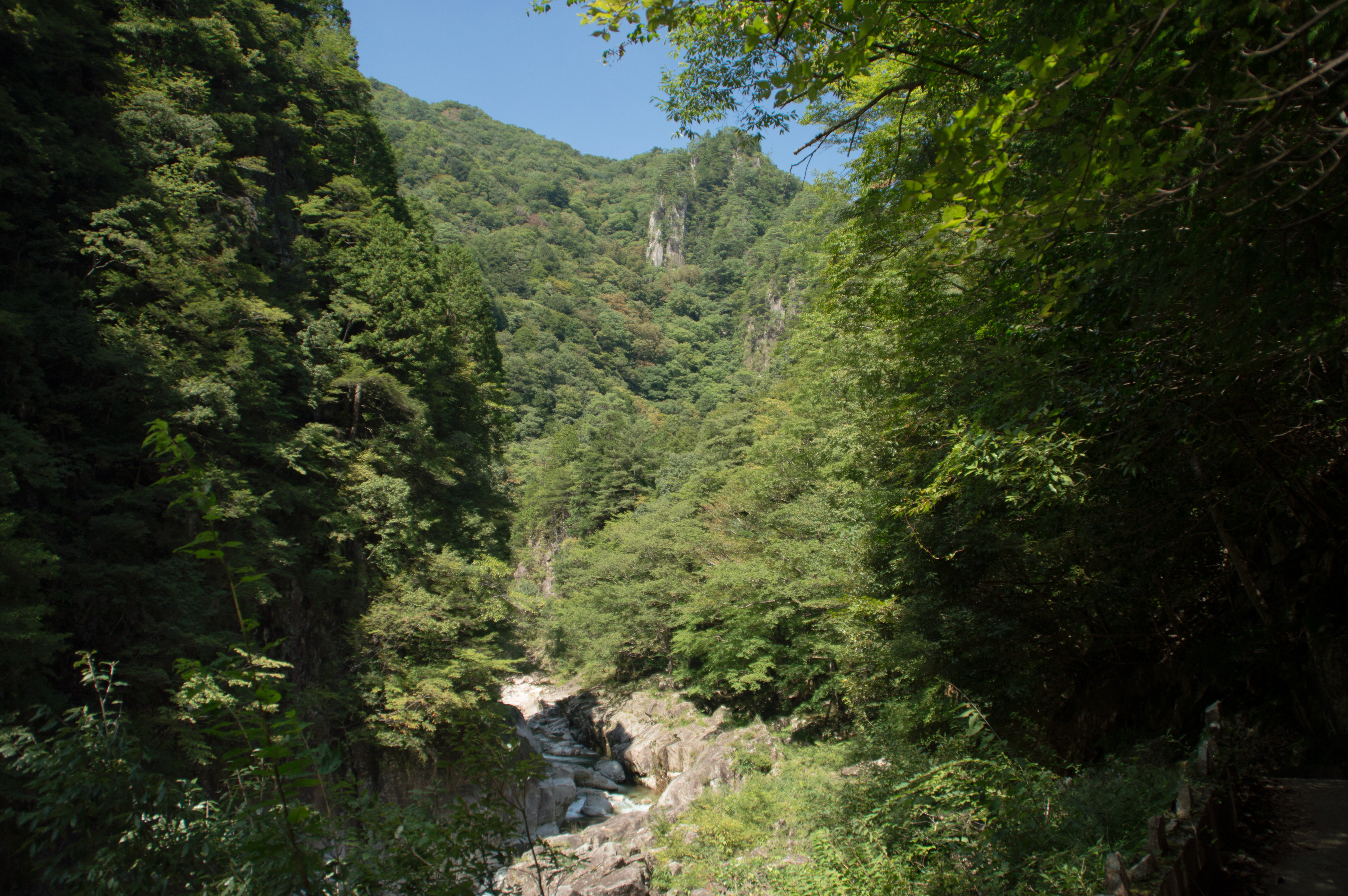
天狗岩。花崗岩が板状節理となって露出した大岸壁[15]。
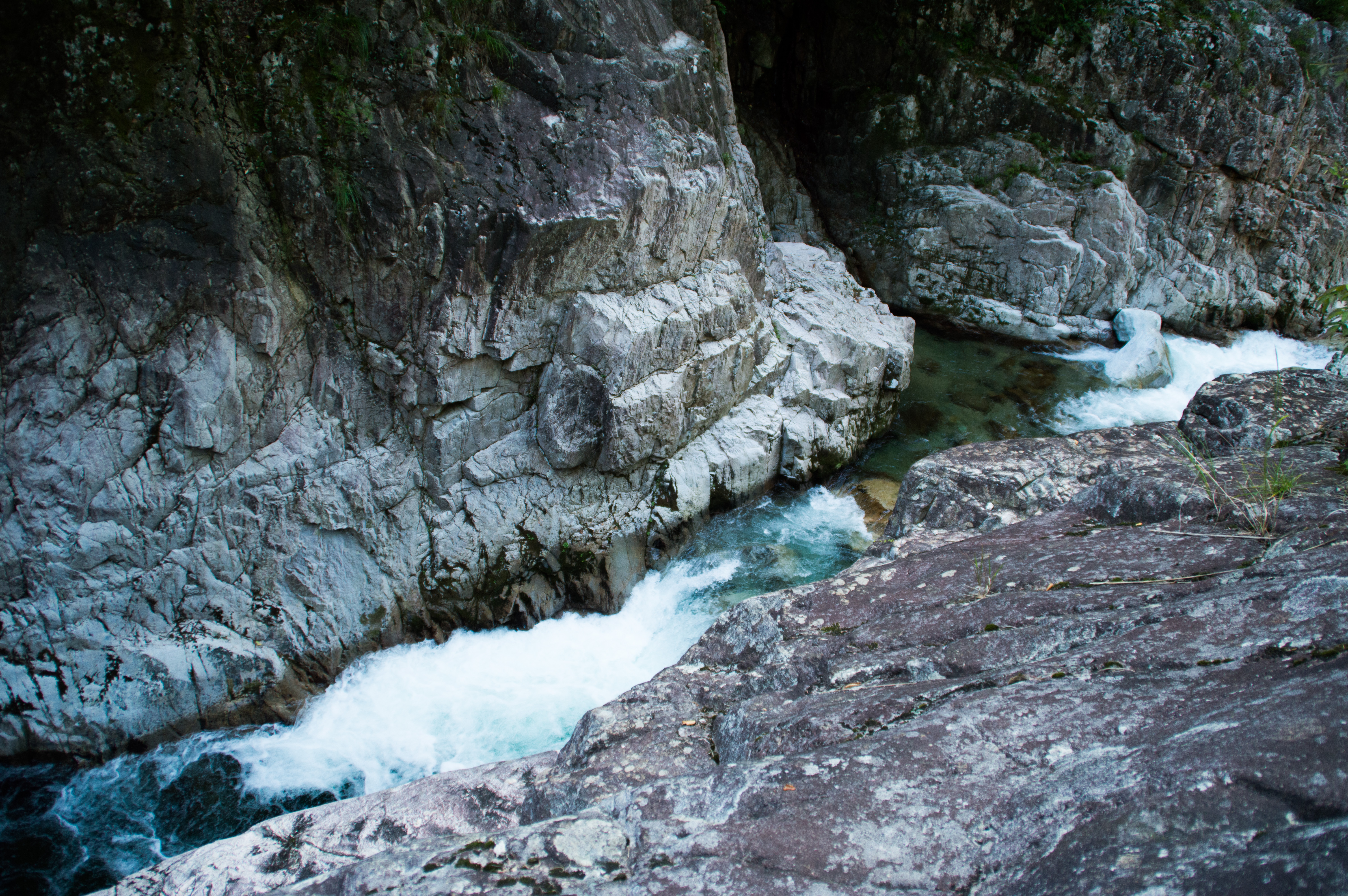
石樋。流紋岩の河床が続く水路状の流路。そばにある遊歩道の位置がかつての河床で、かつてその先端に滝があって滝の後退現象によって現在の流路が形成された[15]。
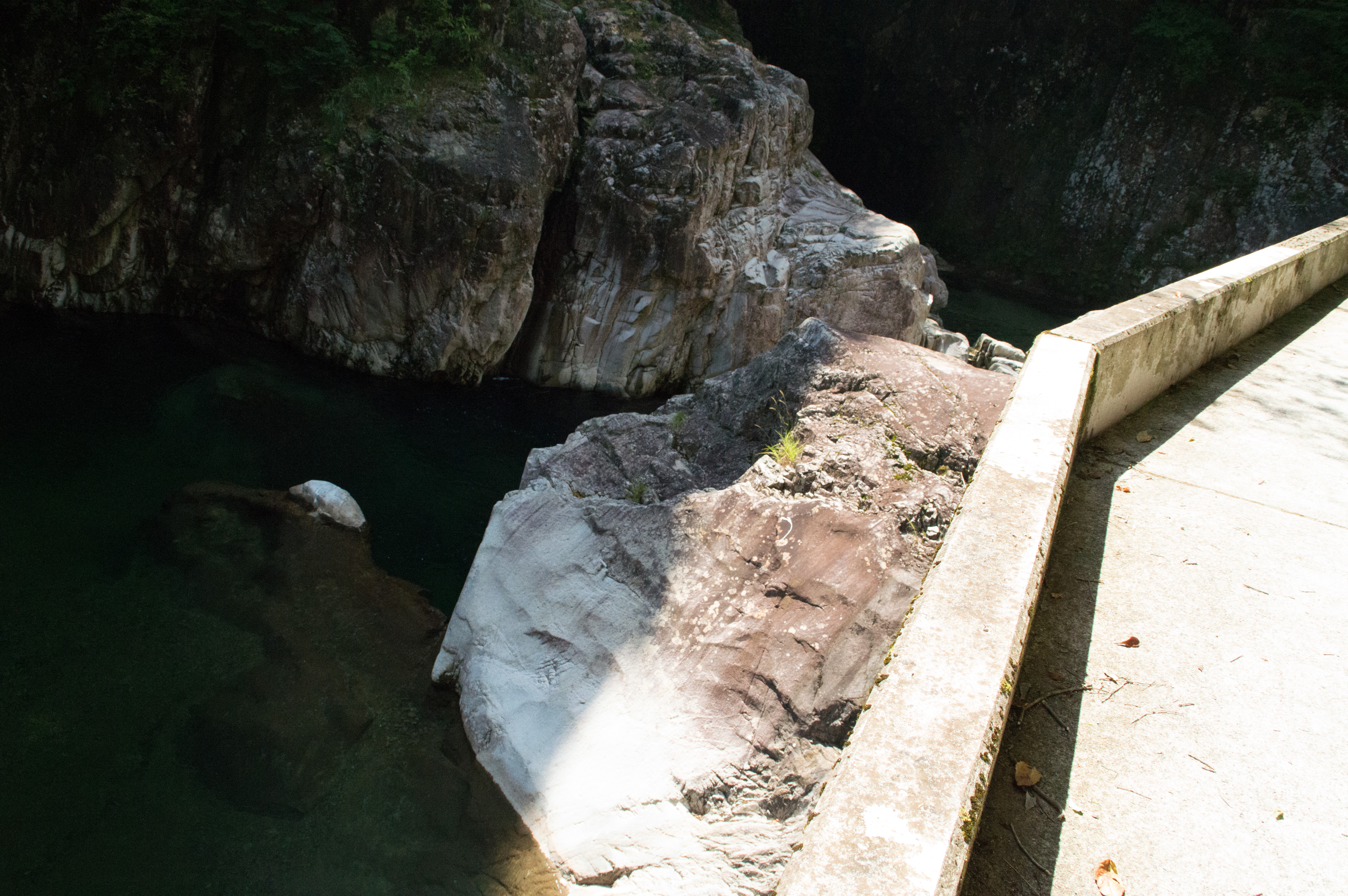
女夫淵。大小2つの縁が瓢箪型に配置され、夫婦のように見えることからこの名がついた[15]。
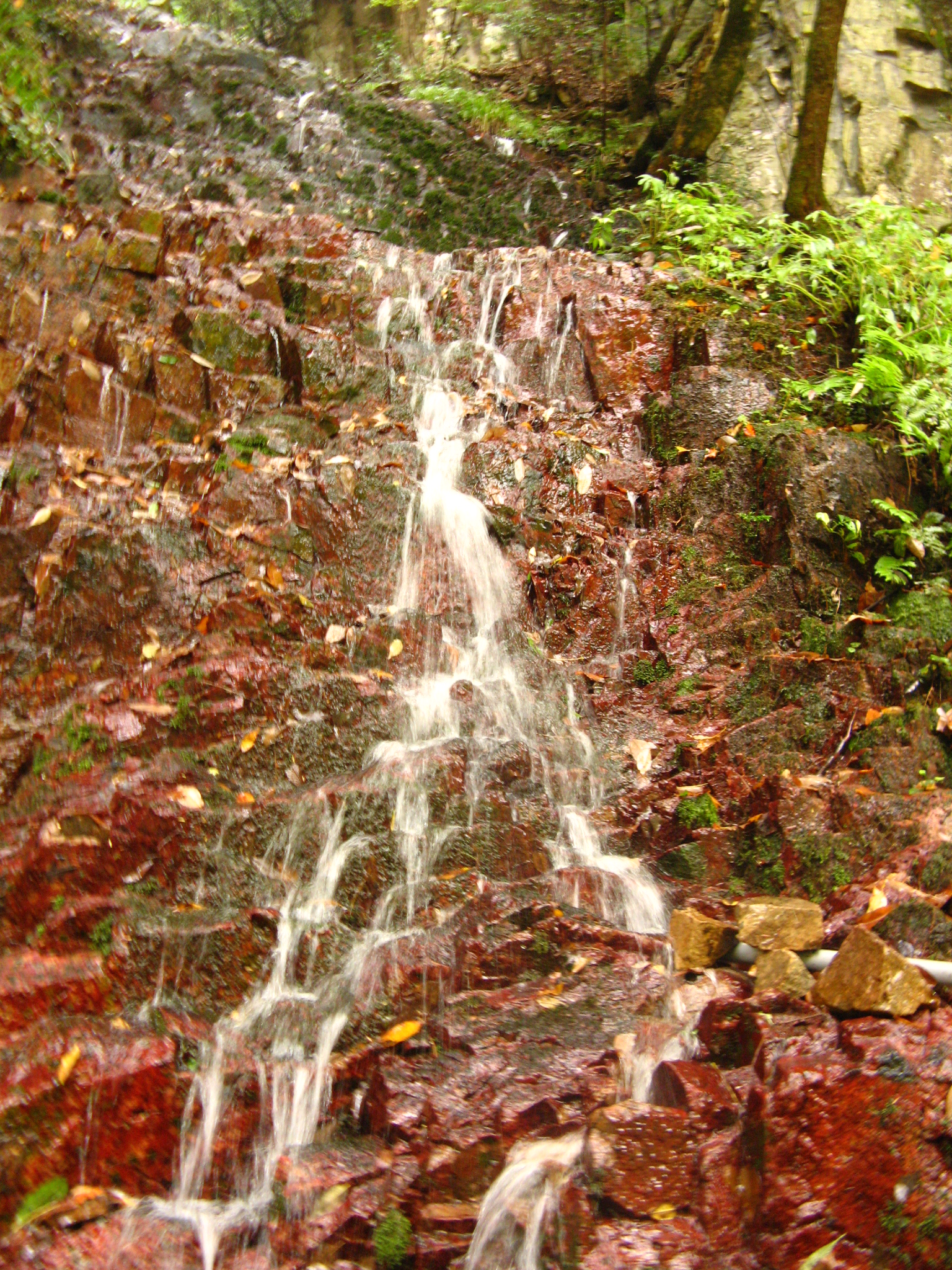
赤滝。タンスイベニマダラによって赤く染まった岩が露出した崖にある滝[15]。
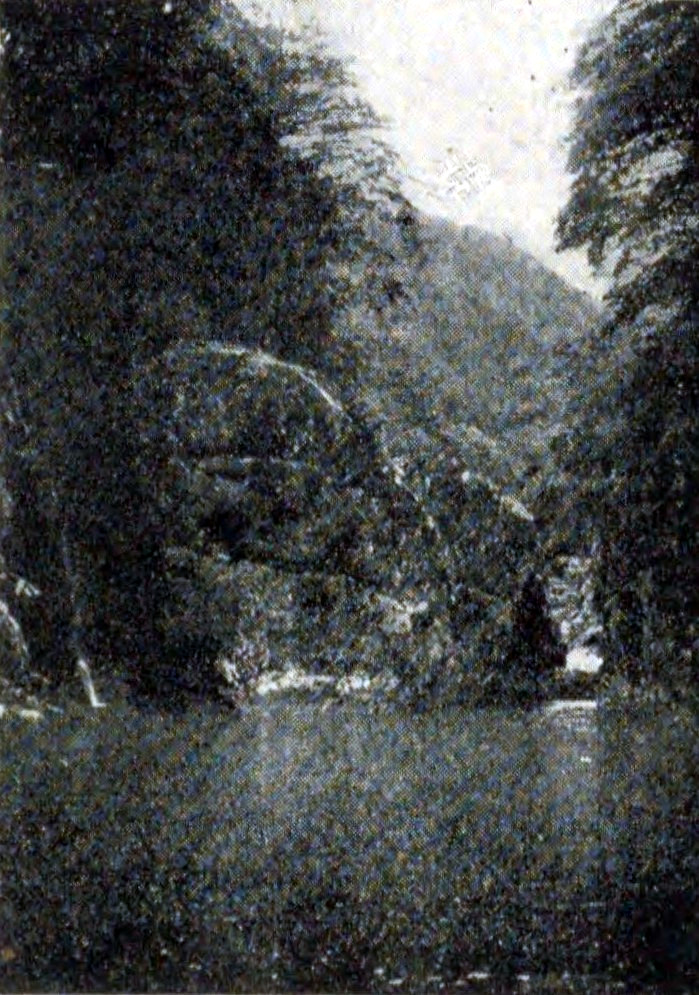
竜ノ口（1930年）。河床に大小の岩が伏竜のように横たわり、その間を川水が蛇行している[17][15]。
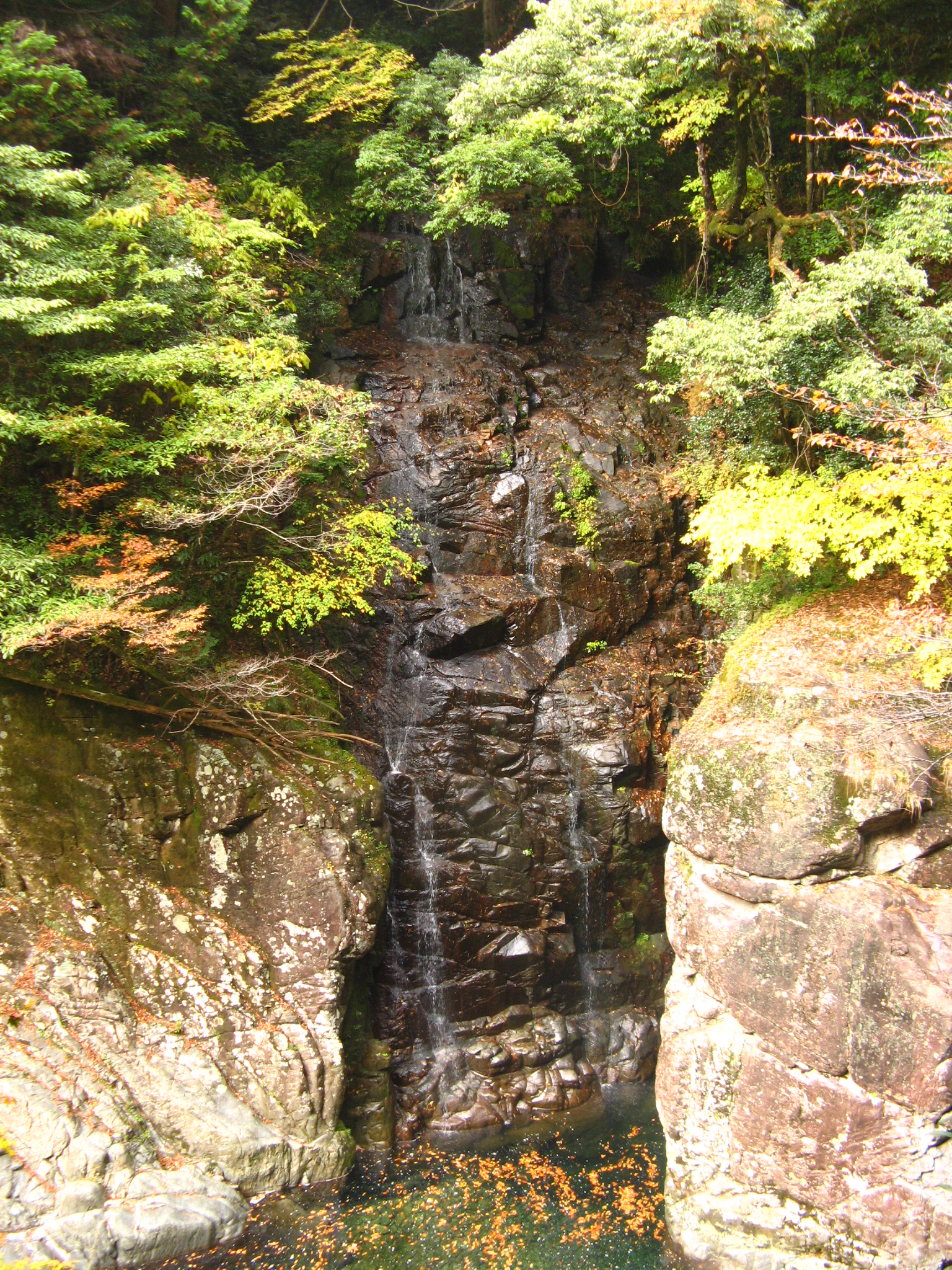
姉妹滝[15]。
長淵。三段峡入り口にある、長さ約100mの渓谷内で最も長い淵。両岸ともに花崗岩[15][19]。

三段滝の下流側で合流する横川川は、西が上流側にあたり、流水量は柴木川より少ない。途中猿飛・二段滝があり、その上流左岸側から田代川が合流する。田代川が形成した渓谷は奥三段峡と言われ、観光用道路は併設しておらず沢歩きの入門編として紹介されている。
- 蜘蛛渕（奥三段峡）。昔、この地に炭焼人が住んでいて、ある時その草履に蜘蛛の巣が張っていた。怪しんだ炭焼人はそれを脱ぐと、蜘蛛がそれを淵に曳き入れたという[22]。
- 畳ヶ平（奥三段峡）。河床に畳をひいたような平べったい岩がある[23]。
- 蛇淵（奥三段峡）[23]。

## 沿革

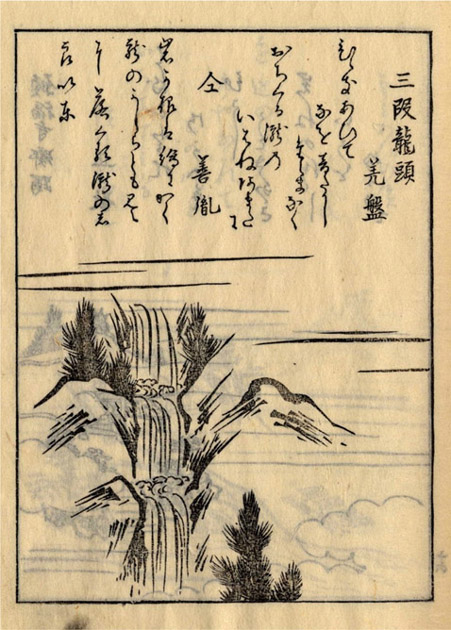
『松落葉集』三段竜頭（三段滝）

1917年（大正6年）地元写真家の熊南峰は入峡してその景観に驚き、小学校教師の斎藤露翠とともに三段峡を世を広める活動を始めた。これを三段峡の開峡年としている。2017年（平成29年）には100周年記念が行われている。
また熊南峰は、『松落葉集』の「三峨・三峡」を引用し三段峡と名付けた。三段滝から三段峡と名付けられたとする通説は、間違いと言える。
- 江戸中期までの文献には三段峡は登場していない[25]。
- 1768年（明和5年）： たたら製鉄の鉄師隅屋15代目佐々木正封が『松落葉集』を編纂し、16代目佐々木正任が安永元年（1772年）発行した[25]。これが歴史上最初に三段峡を紹介した書であり、この序文に蜀の三峨・三峡に似ていると記されている[25]。また内容から竜の口・三段竜頭（三段滝）・猿飛・呼岩は、当時の文人たちに知られていたことがわかっている[24]。
- 1825年（文政8年）：広島藩地誌『芸藩通志』編纂[25]。三段峡渓谷の概略図、竜口滝と三段滝の図と記事あり[25]。編纂者の内、頼舜燾と津村尚誼は竜口谷まで入峡しそれぞれ紀行文・漢詩を残している[25]。『芸藩通志』内の竜口の漢詩はその尚誼作[26]。
- 1917年（大正6年）：山県郡斯民会が『山県郡写真帳』を発行することになり、その取材のため熊南峰は初めて竜の口まで入峡し、その景観に感銘を受ける[25][26]。以降、友人の斎藤露翠とともに名勝指定運動や観光開発推進の中心人物として動く[26]。
- 1921年（大正10年）： 芸備日日新聞に初めて記事が載る[25]。
- 1923年（大正12年）
  - 6月：『日本山水大観』（『太陽』の臨時増刊）に掲載。全国的メディアでの初記事になる[25]。
  - 12月： 内務省調査員国府犀東が入峡。三段峡の名が正式に確定する（命名は熊南峰だが、この時名付け親を国府犀東とした）[25]。
- 1925年（大正14年）：史蹟名勝天然紀念物保存法による名勝指定[27]。
- 1926年（大正15年）：探勝路完成[25]。
- 1952年（昭和27年）11月3日 - コンクリート製の橋が崩壊、転落した高校生7人が死亡。「制限2トン」の場所に十数人が立ち入っていたもの[28]。
- 1953年（昭和28年）：文化財保護法に基づく特別名勝指定[27]。
- 1957年（昭和32年）：樽床ダム竣工[25]。
- 1969年（昭和44年）
  - 1月：西中国山地国定公園指定[29]。
  - 7月：国鉄（現：JR西日本）可部線（加計駅 - 三段峡駅間）延伸開業に伴い、三段峡駅開業[30]。
- 2003年（平成15年）： 可部線（可部駅 - 三段峡駅間）の廃線に伴い、三段峡駅も廃駅になる。これにより、観光面で大きな打撃を受けた[31]。

## 観光
軽装でも気軽に散策できるように遊歩道が設けられている。「出会橋」「王城洞門」など遊歩道にも名がついている。三段峡交通により正面入口から出合橋までのマイクロバス路線もある。黒淵と猿飛では観光舟（黒淵渡船・猿飛渡船）が運行されている。ガイドツアーも用意されている。
以下、公式的に紹介されている散策コースと、森林セラピー基地認定セラピーロードを列挙する。
- セラピーロード黒淵コース - 三段峡入口から黒淵まで。片道2時間（渡船込み）。
- セラピーロード猿飛コース - 三段峡水梨口駐車場から猿飛まで。渡船込み。
- ミニミニコース - 三段峡入口から姉妹滝・竜ノ口まで。片道10分。
- ミニコース - 三段峡入口から石樋休憩所まで。片道30分。
- 3時間コース - 三段峡入口からバスで出合橋駐車場まで、そこから横川川の猿飛・二段滝（渡船込み）、柴木川の三段滝を巡る。
- 4時間コース - 三段峡入口からバスで出合橋駐車場まで、そこから横川川の猿飛・二段滝（渡船込み）、次に柴木川の三段滝、そこから柴木川下流ヘ向かい黒淵（渡船込み）を経由し、三段峡入口到着。
- 聖湖コース（餅ノ木口コース） - 樽床ダム聖湖口駐車場から三ツ滝、そこから下流へ向かい餅ノ木口駐車場まで。片道1時間。

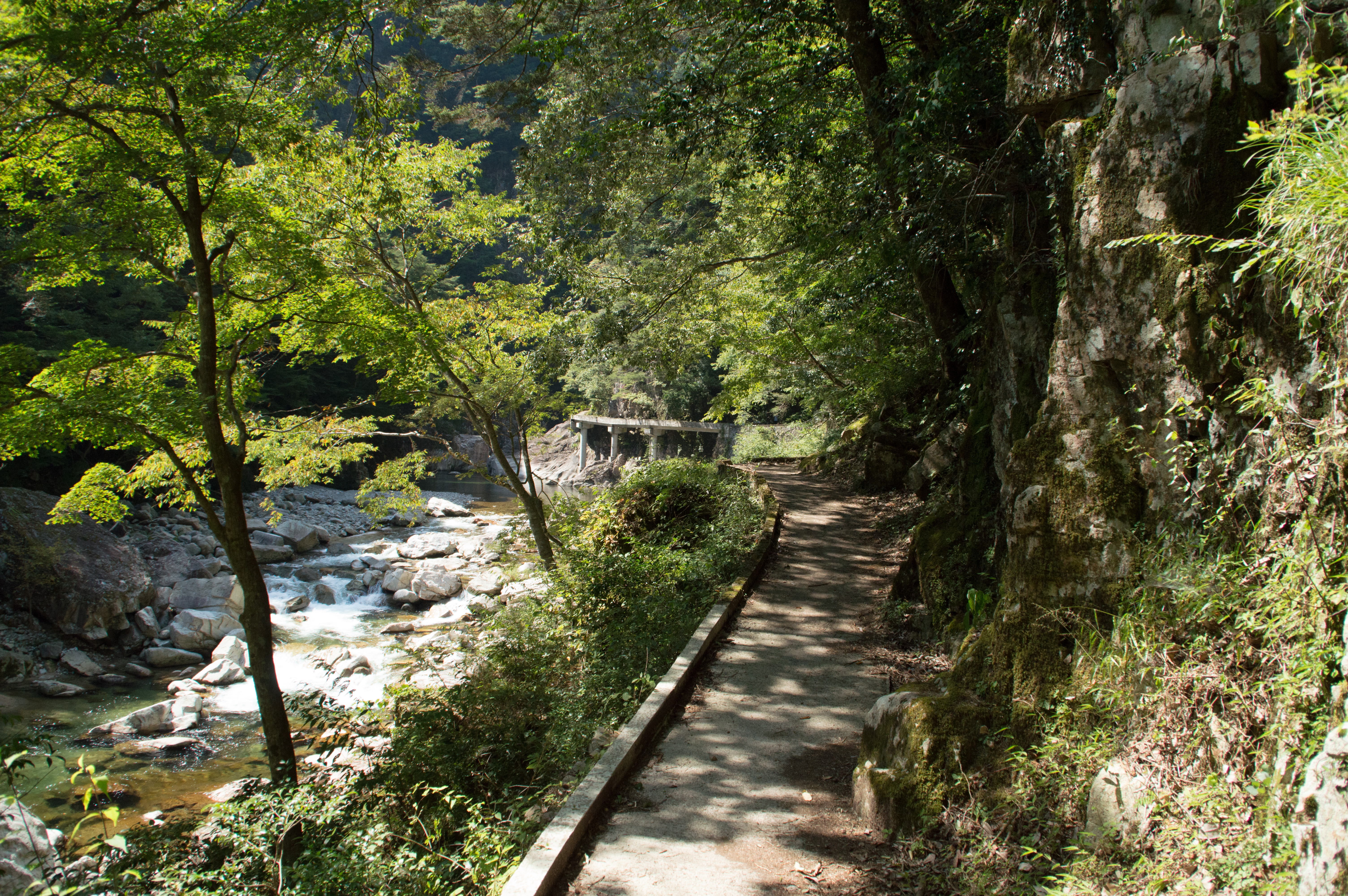
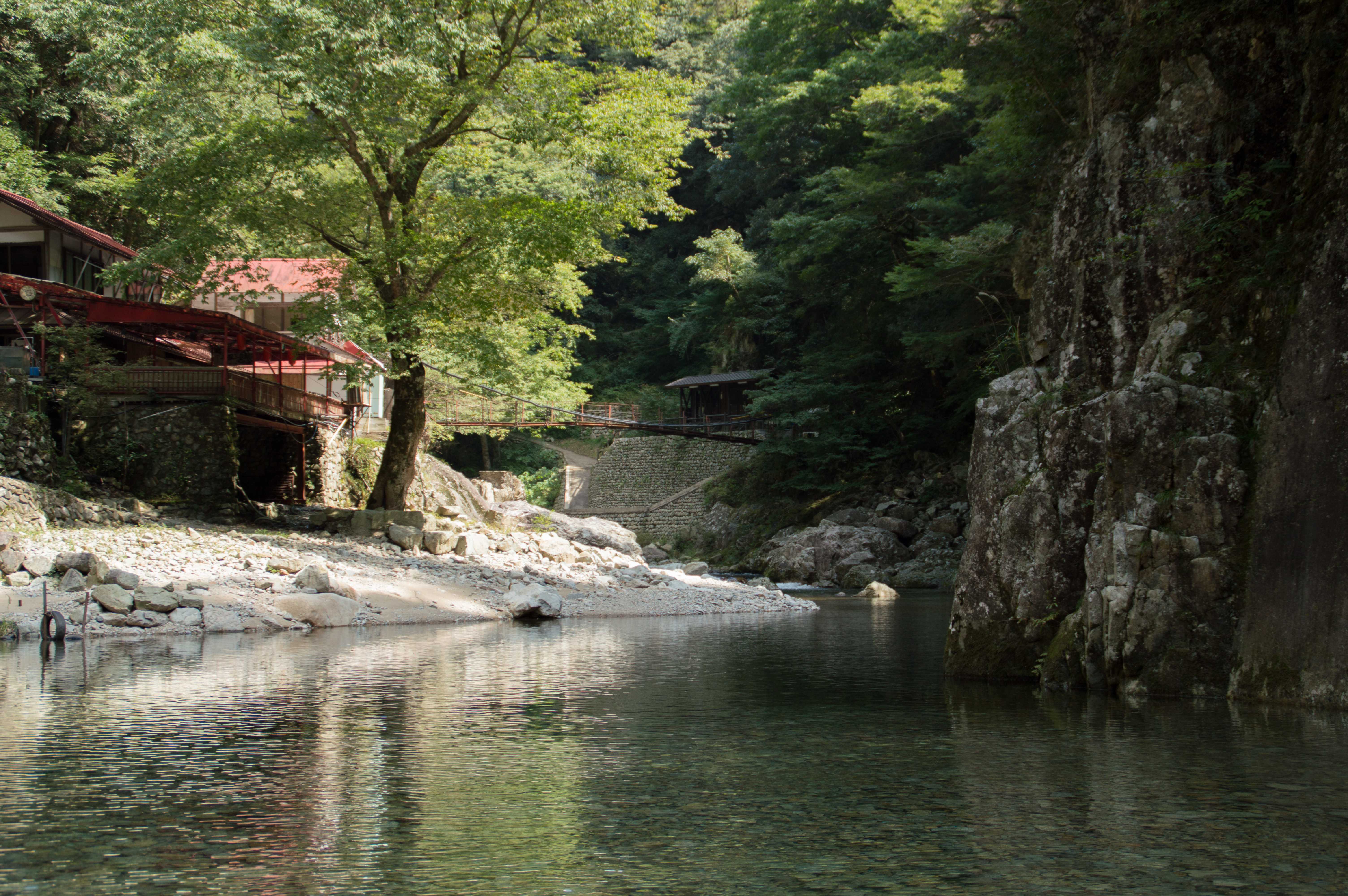
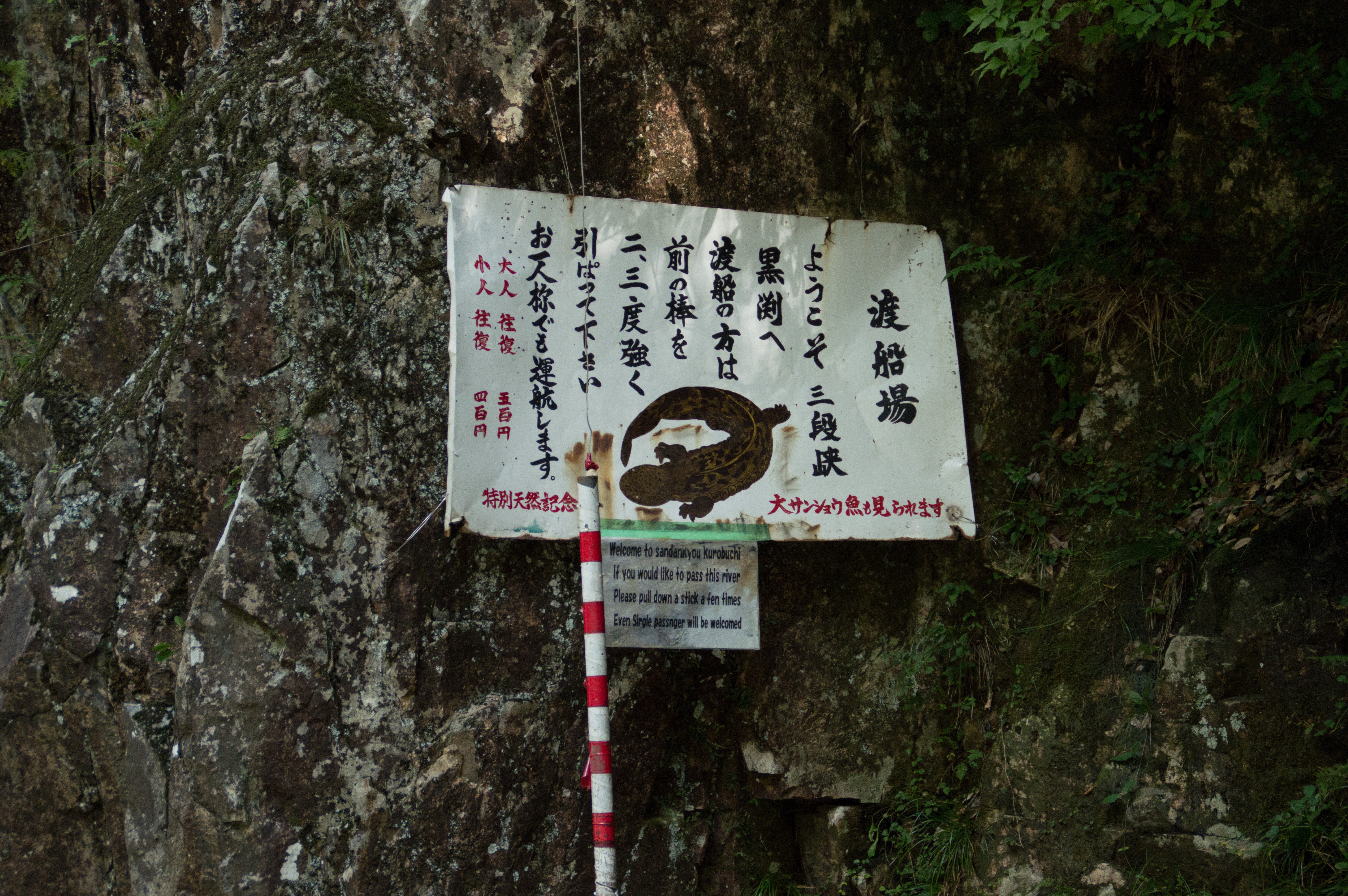
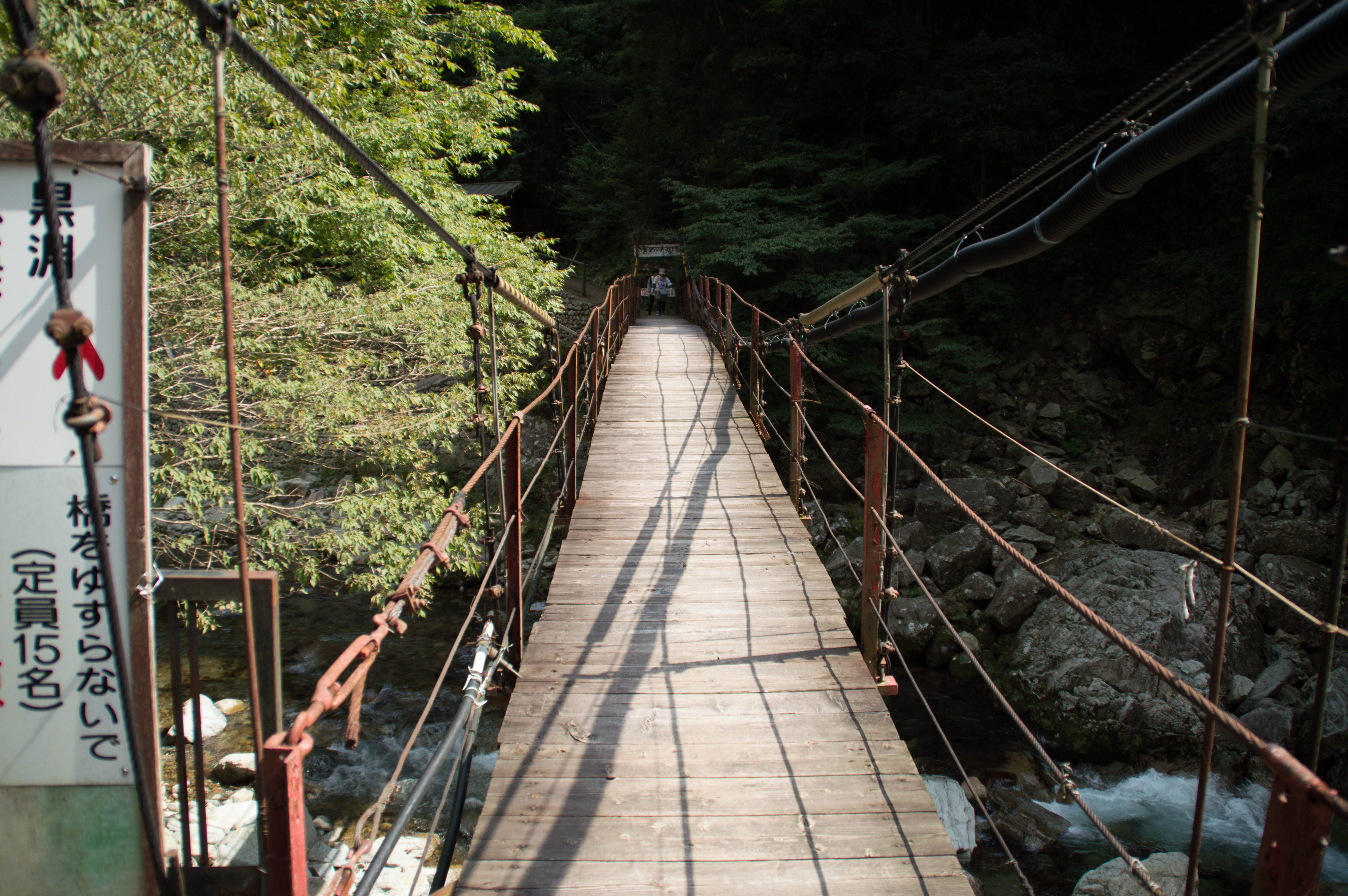
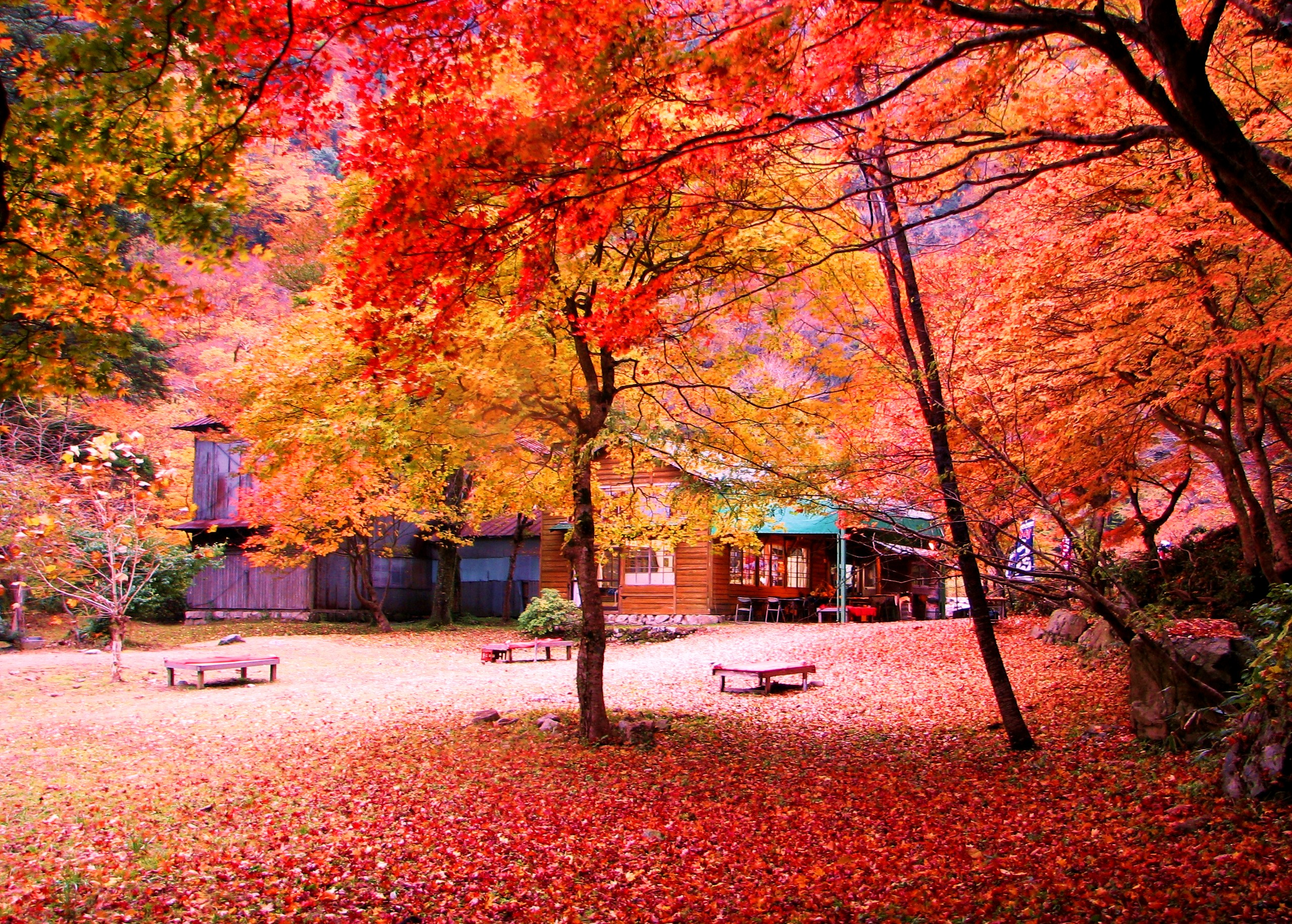

## 交通
- 車
  - 中国自動車道・戸河内ICから約8km
- バス 「三段峡」バス停下車（広電バス[32]）[33]
  - 74 三段峡線（可部経由）：広島バスセンター・可部駅前・広島北インター入口・飯室・加計・戸河内IC・安芸太田町役場方面 - 三段峡
  - 75 三段峡線（高速道経由）：広島バスセンター・古市駅・広島北インター・戸河内IC・安芸太田町役場方面 - 三段峡
  - 広島バスセンターから74可部・飯室経由で2時間17分、75高速道路経由便で1時間15分
- 鉄道（現存せず）
  - JR可部線・三段峡駅（2003年に同線の可部駅～三段峡駅間廃線に伴い廃駅に）

## 参考資料
- 三段峡 - 国指定文化財等データベース（文化庁）
- 「開峡百周年 三段峡の歴史と自然」（PDF）、広島県立文書館、2017年、2021年3月30日閲覧。
- 吉野盆見「名勝三段峡 (其一)」『地学雑誌』第41巻第11号、東京地学協会、1929年、doi:10.5026/jgeography.41.661、2021年3月30日閲覧。
- 吉野盆見「名勝三段峡 (其二)」『地学雑誌』第41巻第12号、東京地学協会、1929年、doi:10.5026/jgeography.41.777、2021年3月30日閲覧。
- 吉野盆見「名勝三段峡 (其三)」『地学雑誌』第41巻第12号、東京地学協会、1929年、doi:10.5026/jgeography.42.40、2021年3月30日閲覧。
- 「太田川水系の流域及び河川の概要」（PDF）、国土交通省河川局、2007年、2021年3月30日閲覧。